# 居酒屋 (映画)
『居酒屋』（いざかや）は、フランスの文豪エミール・ゾラによる1877年の同名小説（原題：L'assommoir）を原作とするフランス映画。

## 邦題が『居酒屋』の作品
居酒屋 (1933年の映画)
原題：L'Assommoir
監督：ガストン・ルーデス
主演：リーヌ・ノロ
居酒屋 (1956年の映画)
原題：Gervaise
監督：ルネ・クレマン
主演：マリア・シェル